# Maybell Lebron
Maybell Lebron (Córdoba, 23 de septiembre de 1923) es una escritora de cuentos, poemas y novelas argentoparaguaya. Es fundadora de Escritoras Paraguayas Asociadas y ha ganado el Premio Nacional de Literatura en Paraguay.

## Biografía
Se casó muy joven con el Doctor Juan S. Netto y tuvieron tres hijos, Juan, Rafael y Norma, de los cuales los dos primeros ya han fallecido. Empezó a escribir una vez que sus hijos fueron mayores y como escritora es autodidacta.

## Carrera literaria
Sus obras se encuentran publicadas en antologías y en libros individuales. Su primer libro fue el poemario Puente a la luz, publicado por la Editorial Arandura. También los libros de cuentos Memoria sin tiempo y Los ecos del silencio. La novela Pancha es una de sus obras más famosas. Luego la novela Cenizas de un rencor y la biografía de su difunto esposo, Juan S. Netto, titulada: Juan S. Netto: Un hombre.
Ha integrado el taller Cuento Breve, dirigido por Hugo Rodríguez-Alcalá por varios años y actualmente dirige el Salón de Lectura, un grupo de jóvenes escritores con el que se reúne periódicamente para sostener discusiones literarias.
Durante su larga carrera ha ganado varios premios importantes, como el Roque Gaona, el Veuve Cliquot y el Premio Nacional de Literatura en el año 2015.
Hasta hoy en día sigue produciendo.

## Escritoras Paraguayas Asociadas
Esta entidad fue fundada en julio de 1997 por Maybell Lebron, Dirma Pardo Carugatti y Luisa Moreno Sartorio con el objetivo de promover la literatura escrita por mujeres en el Paraguay, tanto su creación como su difusión. Durante la presidencia de Maybell, se publicaron los libros Peldaños de papel (antología de cuentos), y una antología poética; estos tres libros fueron publicados con apoyo del FONDEC y se imprimieron tres mil ejemplares de cada uno que fueron repartidos a lo largo de todo el país. Esta entidad hasta hoy día sigue funcionando y luchando por el reconocimiento de la literatura escrita por mujeres en Paraguay.